# Weißenborn (Zwickau)

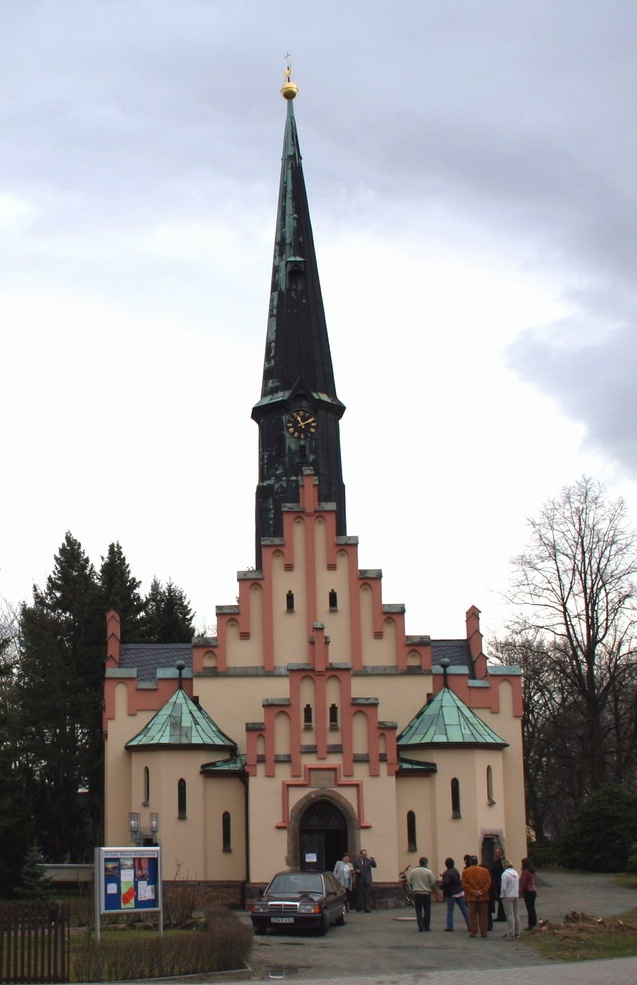
Johanniskirche Weißenborn

Weißenborn ist seit dem 1. Januar 1922 ein Stadtteil von Zwickau, das seit 2008 Kreisstadt des Landkreises Zwickau im Freistaat Sachsen ist. Der Ort liegt im Stadtbezirk Zwickau-Nord und trägt die amtliche Nummer 32. Der Stadtteil mit einer vorwiegend aus Ein- und Zweifamilienhäusern bestehenden Bebauung ist eine begehrte Wohnlage.

## Geografische Lage

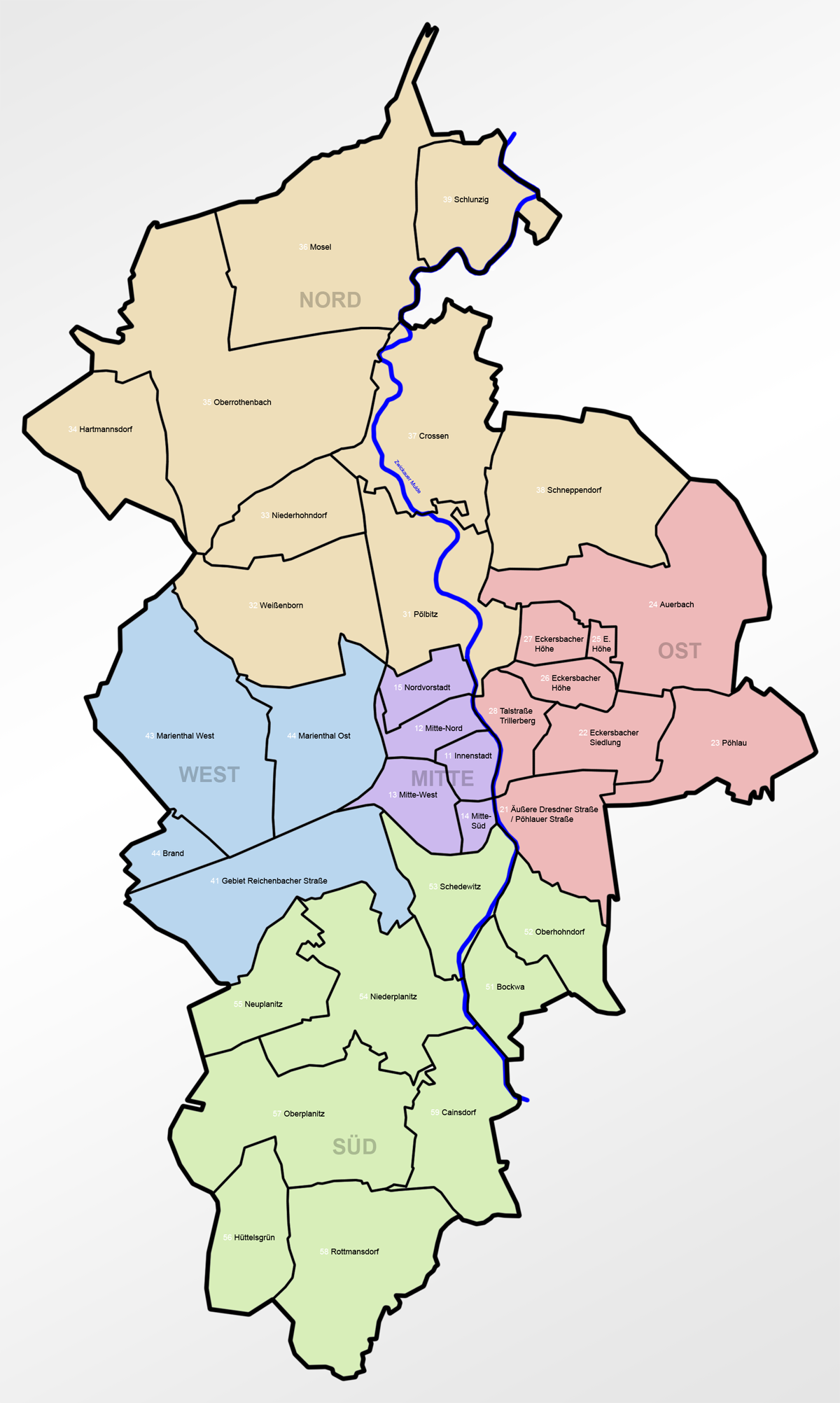
Stadtbezirke und Stadtteile von Zwickau

Nordwestlich des Zwickauer Stadtzentrums gelegen, grenzt Weißenborn nördlich an Niederhohndorf, östlich an Pölbitz und südlich an Marienthal. Im äußersten Westen hat Weißenborn eine gemeinsame Grenze mit dem Stadtgebiet von Werdau.

## Geschichte
Weißenborn war ursprünglich ein Dorf vor den Toren der Stadt Zwickau. Der Ort fand 1324 erstmals urkundliche Erwähnung. Ein Teil von Weißenborn gehörte ursprünglich zum weiter entfernten Besitz des Klosters Grünhain im Westerzgebirge. Im Zuge der Einführung der Reformation wurde das Kloster Grünhain im Jahr 1533 säkularisiert. Nach dessen endgültiger Auflösung kam der klösterliche Anteil von Weißenborn im Jahr 1536 unter die Verwaltung des kursächsischen Amts Zwickau. Während der andere Teil von Weißenborn noch um 1553 dem Rat der Stadt Zwickau unterstand, wurde Weißenborn seit 1590 als Amtsdorf im kursächsischen, später königlich sächsischen Amt Zwickau geführt. Im Jahr 1856 kam Weißenborn zum Gerichtsamt Zwickau und 1875 zur Amtshauptmannschaft Zwickau. Weißenborn wurde am 1. Januar 1922 nach Zwickau eingemeindet.
Die stetige Industrialisierung Anfang des 20. Jahrhunderts brachte auch für Weißenborn bedeutende Veränderungen mit sich. Weißenborn war seit dem 1. Dezember 1938 durch den Oberleitungsbus Zwickau mit dem Stadtzentrum und der Nachbargemeinde Lichtentanne verbunden. Es existierten die drei Endhaltestellen Weißenborn-Kirche, Weißenborn-Stadtpark und Weißenborn-Siedlung. Die Oberleitungsbusse auf dieser Linie wurden ab 31. August 1977 durch Dieselbusse ersetzt, die Oberleitung anschließend schrittweise entfernt.
Unmittelbar gegenüber der Johanniskirche befindet sich das Gelände des von August Horch 1904 gegründeten Unternehmens August Horch & Cie. Motorwagenwerke AG, seit 1918 Horchwerke AG; die Fabrikanlage bildete später den Sachsenring-Werksteil I.
Die Weißenborner Johanniskirche war von 1891 bis 1925 Wirkungsstätte von Pastor Max Hahn (* 26. Juni 1862, † 3. Juli 1939). Nach der Gründung der Horchwerke gehörte auch August Horch dieser Kirchengemeinde an. Horch wurde ein enger Freund des Pastors. Max Hahn, der selbst an vielen Automobilwettbewerben aktiv teilnahm, wurde auch als „Automobilpastor“ sehr bekannt. Gleichfalls ein prominenter Einwohner von Zwickau-Weißenborn war Oberingenieur Hermann Lange. Lange verließ 1909 zusammen mit August Horch dessen Unternehmen, um anschließend als Chefkonstrukteur im neu gegründeten Zwickauer Audi-Werk weiter zu wirken. Die Gräber von Max Hahn und Hermann Lange liegen unweit von Weißenborn auf dem Zwickauer Hauptfriedhof.
In den Jahren 1925/1926 wurde mit Unterstützung von Simon Schocken auch das als Schockensiedlung bezeichnete Areal bebaut. Schocken war Mitinhaber des Warenhauskonzerns Schocken. In der Siedlung, zu der auch die Villa Schocken gehört, gibt es einen Simon-Schocken-Platz.

### Bevölkerungsentwicklung
| Datum             | Einwohnerzahl |
| ----------------- | ------------- |
| 31. Dezember 1998 | 4.841         |
| 31. Dezember 1999 | 4.707         |
| 31. Dezember 2000 | 4.672         |
| 31. Dezember 2001 | 4.601         |
| 31. Dezember 2002 | 4.542         |
| 31. Dezember 2003 | 4.444         |
| 31. Dezember 2004 | 4.384         |
| 31. Dezember 2005 | 4.390         |
| 30. Juni 2006     | 4.345         |

| Jahr | Einwohnerzahl (Prognose) |
| ---- | ------------------------ |
| 2010 | 4.300                    |
| 2015 | 4.000                    |
| 2020 | 3.900                    |

Quelle: Städtebauliches Entwicklungskonzept der Stadt Zwickau 2020 (Stand: Dezember 2006) sowie Statistische Informationen der Stadt Zwickau 2006/1.

## Bauwerke
Bekannt ist die erst im gotischen Stil errichtete und später neogotisch umgebaute Johanniskirche aus dem 13. Jahrhundert. Um 1880 war die Kirche fast zur Ruine verkommen, wurde aber durch Baurat Oskar Mothes, der auch die Zwickauer St.-Marien-Kirche gotisieren ließ und für den Bau der neogotischen Reinsdorfer Backsteinkirche verantwortlich war, 1886 erweitert. Die Kirche diente auch den bäuerlichen Familien Niederhohndorfs als Gotteshaus.

## Freizeit
Der Zwickauer Waldpark im „Weißenborner Wald“ mit seinen drei Teichen, der Stadtförsterei und dem bis nach Werdau reichenden Waldbestand ist ein beliebtes Ausflugs- und Erholungsziel in der Zwickauer Region. Dazu gehören ein Waldsportplatz und die Quelle Bellmanns Brunnen, wo der Sage nach ein Vogelfänger namens Pöllmann von einer Kreuzotter gebissen wurde und an den Folgen dieses Bisses verstorben sein soll.
Im Waldpark befindet sich auch eine mittelalterliche Turmhügelburg direkt neben einem Wasserloch, das Böser Brunnen genannt wird. Sie gehörte zu dem für die Versorgung der Stadt Zwickau einst wichtigen einreihigen Waldhufendorf Rappendorf, das im 12. Jahrhundert gegründet und 1430 während einer Hussitenbelagerung niedergebrannt und verwüstet wurde. Direkt am Wanderweg vor der wüsten Dorfstelle erklärt eine Infotafel die während der DDR-Zeit erfolgten Ausgrabungen an der Wüstung Rappendorf.
Der „Weißenborner Wald“ liegt allerdings nicht nur in Weißenborn, sondern erstreckt sich auch in die Stadtteile Marienthal-West und Niederhohndorf, sowie die Gemeinden Steinpleis und Königswalde.

## Verkehr
Der Haltepunkt Zwickau-Pölbitz an der Bahnstrecke Dresden–Werdau befindet sich an der östlichen Ortsgrenze zu Pölbitz.